# Seline
Seline est un village de la municipalité de Starigrad (Comitat de Zadar) en Croatie. Au recensement de 2011, le village compte 469 habitants.